# Bernard i Bianka w krainie kangurów
Bernard i Bianka w krainie kangurów (ang. The Rescuers Down Under, 1990) – amerykański familijny film animowany wyprodukowany w studiach Walta Disneya. Sequel filmu z 1977 roku Bernard i Bianka. Film oparto na powieści Margery Sharp. Serwis Rotten Tomatoes przyznał mu wynik 68%.
Film w Polsce trafił do kin w pierwszej wersji dubbingu opracowanej w mono 31 stycznia 1992 roku z dystrybucją ITI Cinema, w drugiej wersji dubbingu wykonanej w stereo wydano go w 1997 roku na kasetach wideo oraz płytach DVD przez Imperial Entertainment.
Film w drugiej wersji dubbingu w Polsce wydano także na Blu-ray z dystrybutorem CD Projekt i Galapagos Films.

## Obsada głosowa
- Bob Newhart – Bernard
- Eva Gabor – Bianka
- Adam Ryen – Cody
- Tristan Rogers – Jake
- George C. Scott – Percival C. McLeach
- Frank Welker – 
  - Marahute,
  - Joanna
- John Candy – Wilbur
- Bernard Fox – 
  - doktor,
  - Przewodniczący
- Wayne Robson – Frank
- Peter Firth – kangur
- Douglas Seale – Krebbs
- Russi Taylor – pielęgniarka
- Carla Meyer – 
  - mama Cody’ego,
  - Faloo

## Wersja polska

### Pierwsza wersja dubbingu (opracowana w mono 1991 rok)
Opracowanie wersji polskiej: Studio Opracowań Filmów w Warszawie

Reżyseria: Miriam Aleksandrowicz

Dialogi: Krystyna Skibińska-Subocz

Dźwięk: Alina Hojnacka-Przeździak

Montaż: Gabriela Turant-Wiśniewska

Kierownictwo produkcji: Mieczysława Kucharska

Wystąpili:
- Kazimierz Kaczor – Bernard
- Ewa Złotowska – Bianka
- Norbert Jonak – Cody
- January Brunov – Jones
- Tomasz Zaliwski – Percival C. McLeach
- Jacek Czyż – 
  - Wilbur,
  - Krebbs
- Wojciech Machnicki – doktor
- Jarosław Domin – Frank
- Mariusz Leszczyński – Prezes

i inni

### Druga wersja dubbingu (opracowana w stereo 1997 rok)
Opracowanie wersji polskiej: Studio Sonica

Reżyseria: Krzysztof Kołbasiuk

Dialogi: Krystyna Skibińska-Subocz

Dźwięk i montaż: Sławomir Czwórnóg

Kierownictwo produkcji: Beata Kawka

Wystąpili:
- Jan Kociniak – Bernard
- Ewa Złotowska – Bianka
- Piotr Uszyński – Cody
- Artur Kaczmarski – Jake
- Marek Frąckowiak – Percival C. McLeach
- Jacek Czyż – Wilbur
- Mikołaj Müller – doktor
- Jarosław Domin – Frank
- Cezary Nowak – Kangur
- Paweł Nowisz – Krebbs
- Mariusz Leszczyński – Przewodniczący
- Hanna Chojnacka – pielęgniarka
- Małgorzata Jóźwiak – mama Cody’ego

Lektor: Maciej Czapski

## Soundtrack
1. Main Title
2. Answering Faloo’s Call
3. Cody’s Flight
4. Message Montage
5. At the Restaurant
6. Wilbur Takes Off
7. McLeach Threatens Cody
8. The Landing
9. Bernard Almost Proposes
10. Escape Attempt
11. Frank’s Out!
12. Cody Finds the Eggs
13. Bernard the Hero
14. End Credits